# Carmine Abate
Carmine Abate (Carfizzi, 24 ottobre 1954) è uno scrittore italiano di etnia arbëreshe, autore di numerosi racconti, romanzi e saggi prevalentemente incentrati sui temi dei migranti e degli incontri tra le culture.

## Biografia
Nato a Carfizzi, in provincia di Crotone, da una famiglia arbëreshe, dopo essersi laureato in Lettere all'Università di Bari si trasferisce ad Amburgo, in Germania, presso il padre emigrato. Qui insegna in una scuola per figli di emigranti e inizia a scrivere i primi racconti. Nel 1984 appare la prima raccolta di racconti Den Koffer und weg!, cui segue nel 1984 un saggio in lingua tedesca, scritto in collaborazione con Meike Behrmann, Die Germanesi, tradotto due anni dopo in lingua italiana col titolo I Germanesi, storia e vita di una comunità calabrese e dei suoi emigranti. Successivamente, ritornato in Italia, si stabilisce a Besenello, nel Trentino, dove continua l'attività di scrittore e insegnante. È autore di numerosi romanzi e racconti di successo. 
Nel luglio del 2009, con il romanzo Gli anni veloci, vince la terza edizione del "Premio Letterario Nazionale Tropea - Una regione per leggere", organizzato dall'Accademia degli Affaticati, precedendo Mario Desiati e Paolo Di Stefano..
I temi prevalenti nelle opere di narrativa di Abate sono il ricordo delle tradizioni culturali di origine, soprattutto delle piccole comunità arbëreshe, e l'incontro con le popolazioni che risiedono laddove più forte è l'emigrazione del Meridione. I racconti di Abate, emigrato da giovane in Germania per motivi di lavoro, sono frutto dell'esperienza diretta dell'autore in Germania e nell'Italia settentrionale. In alcune opere di Carmine Abate, specialmente nella raccolta di racconti intitolata Il Muro dei Muri, viene dato rilievo a quello che è il vero nemico della società, il razzismo, la barriera più grande che esiste al mondo e che cerca di dividere gli uomini, motivo d'incomprensione e d'incomunicabilità tra questi ultimi. I temi dell'odio e dell'intolleranza, nell'opera di Carmine Abate, sono trattati in una lingua personale costituita da termini nelle lingue italiana, di arbëreshe e tedesca, con uno stile apparentemente semplice, scorrevole e facilmente comprensibile, ma soprattutto che richiama con piacere alla lettura.
Abate è autore con Cataldo Perri dello spettacolo teatrale Vivere per addizione nelle terre d'andata tratto da Terre di andata e Vivere per addizione, presentato il 19 agosto 2011 nel "I festival dei luoghi" a Soveria Mannelli.
Il 1º settembre 2012 vince la 50ª edizione del Premio Campiello con il romanzo La collina del vento.
Nel 2023 pubblica "Un paese felice", un libro che racconta la storia (in un modo più interno) di Eranova, frazione di Gioia Tauro segnata da una scomparsa ingiusta. L’opera attira una certa attenzione a livello nazionale.

## Opere
- Nel labirinto della vita (poesie), Roma, Juvenilia, 1977.
- Den Koffer und weg!, Kiel, Neuer Malik, 1984.
- I Germanesi. Storia e vita di una comunità calabrese e dei suoi emigranti, con Meike Behrmann, Cosenza, Pellegrini, 1986.
- In questa terra altrove. Testi letterari di emigrati italiani in Germania, a cura di, Cosenza, Pellegrini, 1987.
- Il ballo tondo (romanzo), Genova, Marietti, 1991. ISBN 88-211-6234-6; Roma, Fazi, 2000. ISBN 88-8112-140-9; Milano, Mondadori, 2005. ISBN 88-04-54873-8.
- Dimore, Cosenza, Pellegrini, 1992.
- Di noi, Cosenza, Pellegrini, 1992.
- Il muro dei muri (racconti), Lecce, Argo, 1993. ISBN 88-86211-08-2.
- Shtegtimi i unazës, Pejë, Dukagjini, 1994.
- Terre di andata (poesie), Lecce, Argo, 1996. ISBN 88-86211-71-6; Nuoro, Il maestrale, 2011. ISBN 978-88-6429-030-0.
- La moto di Scanderbeg (romanzo), Roma, Fazi, 1999. ISBN 88-8112-097-6. (Premio letterario Racalmare Leonardo Sciascia)
- Tra due mari (romanzo), Milano, Mondadori, 2002. ISBN 88-04-50062-X. Premio dei Lettori, Lucca-Roma, Premio Nazionale Rhegium Julii[10]
- La festa del ritorno (romanzo), Milano, Oscar Mondadori, 2004. ISBN 88-04-52759-5. [vincitore del Premio Napoli,[11] Premio Selezione Campiello[12] e Premio Corrado Alvaro]
- Il mosaico del tempo grande (romanzo), Milano, Mondadori, 2006. ISBN 88-04-54470-8.
- Gli anni veloci (romanzo), Milano, Mondadori, 2008. ISBN 978-88-04-57362-3.
- Vivere per addizione e altri viaggi (racconti), Milano, Oscar Mondadori, 2010. ISBN 978-88-04-58541-1.
- La collina del vento (romanzo), Milano, Mondadori, 2012. ISBN 978-88-04-60876-9. [vincitore del Premio Campiello]
- Le stagioni di Hora, Milano, Oscar Mondadori, 2012. [Contiene: Il ballo tondo, La moto di Scanderbeg, Il mosaico del tempo grande]
- Il bacio del pane (romanzo), Milano, Mondadori, 2013. ISBN 978-88-04-62927-6
- La felicità dell'attesa (romanzo), Milano, Mondadori, 2015. ISBN 978-88-04-65803-0
- Le rughe del sorriso (romanzo), Milano, Mondadori, 2018. ISBN 9788804702207
- Il cercatore di luce (romanzo), Milano, Mondadori, 2021. ISBN 9788804737391
- Un paese felice (romanzo), Milano, Mondadori, 2023. ISBN 9788804761204